# Sugarland (zespół muzyczny)
Sugarland – amerykańska grupa muzyczna, duet grający muzykę country. Zespół ma na koncie 4 albumy oraz wiele nagród.

## Członkowie zespołu
- Jennifer Nettles (wokal)
- Kristian Bush (wokal, mandolina, gitara akustyczna i harmonijka)